# CBX5
La proteína homóloga cromobox 5 (CBX5) es una proteína codificada en humanos por el gen CBX5.
La proteína de heterocromatina 1 (HP1) es una proteína de unión a metil-lisina localizada en sitios con heterocromatina, donde es responsable del silenciamiento de genes.

## Interacciones
La proteína CBX5 ha demostrado ser capaz de interaccionar con:
- HDAC9[3]
- Ku70[4]
- MIS12[5]
- Receptor de lámina B[1]
- MBD1[6][7]
- TAF4[8]
- Histona deacetilasa 5[3]
- TRIM28[9][10][11][12]
- HDAC4[3]
- CBX3[11]
- SMARCA4[9]
- DNMT3B[13]
- CHAF1A[7][12]
- CBX1[11]
- SUV39H1[6][14][3]